# Mikołaj Stanisław Święcicki
Mikołaj Stanisław Święcicki herbu Jastrzębiec (zm. 27 listopada 1707) – polski duchowny katolicki, od 1697 biskup kijowski, od 1699 r. biskup poznański, kanclerz kapituły katedralnej poznańskiej w latach 1674–1679, dziekan kapituły katedralnej poznańskiej w latach 1679–1701, scholastyk kapituły kolegiackiej św. Jana Chrzciciela w Warszawie, oficjał i wikariusz generalny na Mazowszu w 1684 roku.

## Życiorys
Był deputatem duchownym kapituły poznańskiej na Trybunał Główny Koronny w 1676 i 1678 roku.
5 lipca 1697 roku podpisał w Warszawie obwieszczenie do poparcia wolnej elekcji, które zwoływało szlachtę na zjazd w obronie naruszonych praw Rzeczypospolitej. W 1704 r. pełnił funkcję interreksa w zastępstwie abpa gnieźnieńskiego Michała Stefana Radziejowskiego (pozbawionego jurysdykcji przez Klemensa XI), referendarz wielki koronny od 1689 roku, opat trzemeszeński.
Był członkiem konfederacji warszawskiej 1704 roku. Zwolennik wyboru Stanisława Leszczyńskiego na króla Polski. Pomimo sprzeciwu papieża proklamował swojego kandydata królem. Za ten czyn z rozkazu Augusta II Sasa został schwytany i odesłany do Rzymu. Tam z polecenia papieża Klemensa XI został osadzony w więzieniu w Ankonie, w którym przebywał dwa i pół roku. Zmarł w Wiedniu w drodze powrotnej do Polski.
Był uczestnikiem rokoszu łowickiego 1697 roku.